# 난쟁이악어
난쟁이악어(Dwarf crocodile)는 아프리카에 있는 악어로 현생 악어 중 가장 작은 종이다. 최근의 표본 추출은 유전적으로 서로 다른 세 개의 모집단을 식별했다. 어떤 사람들은 그 발견이 아종들을 완전한 종으로 끌어올려야 한다고 생각한다.